# Troglav
 Ovo je glavno značenje pojma Troglav. Za livanjski nogometni klub pogledajte NK Troglav 1918 Livno.
Troglav (1913 m n/v), najviši vrh Dinare nalazi se na sjeverozapadnom dijelu općine Livno. Na nekim kartama naziv je Veliki Troglav.

## Povijesna zanimljivost
Kada se na području Dinare određivala granica između Mletačke Republike i Osmanskoga Carstva, Mleci su došli do 1831 m visokoga vrha i zaključili da je viši od susjednoga Troglava. Zbog njihove pogreške u procjeni (da su osvojili najviši vrh Dinare) stanje je kakvo je sad.

## Vanjske poveznice
|  | Zajednički poslužitelj ima još gradiva o temi Troglav |